# Црква Вазнесења Господњег у Попучкама
Црква Вазнесења Господњег у Попучкама, насељеном месту на територији града Ваљева, припада Епархији ваљевској Српске православне цркве.
По сагласности за подизање из 1993. године, црква је подигнута по пројекту архитекте Милосављевића, у српско-византијском стилу. Живопис у цркви је рад Миће Параментића. Иконостас је освештан 2005. године.У Цркви служи Свештеник Жељко Богосављевић који је родом из  Горњег Црниљева.